# Красносельське (Беїмбета Майліна район)
Красносе́льське (каз. Красносельский) — село у складі району Беїмбета Майліна Костанайської області Казахстану. Входить до складу Айєтського сільського округу.
Населення — 1156 осіб (2021; 1341 у 2009, 1376 у 1999, 1589 у 1989).